# Barrymore (famiglia)

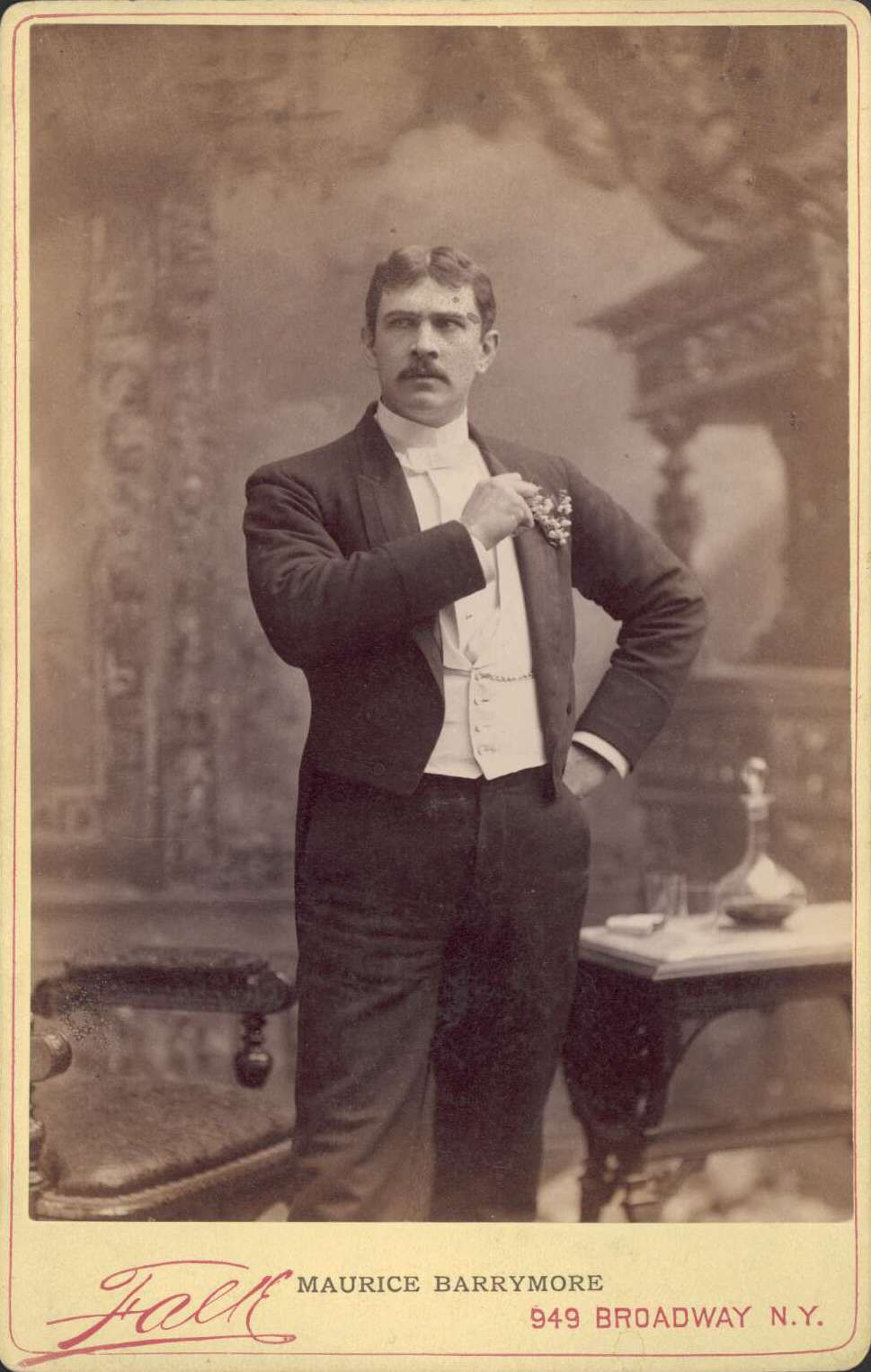
Maurice Barrymore, capostipite della famiglia Barrymore

La famiglia Barrymore è una famiglia statunitense che comprende quattro generazioni di attori.
Il capostipite della famiglia fu Maurice (1849-1905), vissuto prima dell'avvento del cinema, ma noto attore di Broadway. Sposato con Georgiana Drew (anche lei figlia d'arte), ebbe due figli e una figlia, tutti attori: Lionel (1878–1954), Ethel (1879–1959) e John (1882–1942).
John sposò in seconde nozze l'attrice Dolores Costello (1903-1979), appartenente a una famosa famiglia di attori (i Costello), dalla quale ebbe il figlio John Drew (1932–2004), mentre dalla poetessa Michael Strange aveva avuto la figlia Diana (1921-1960). Entrambi i figli furono a loro volta attori.
John Drew sposò Jaid (nata nel 1946), attrice e manager dalla quale ebbe nel 1975 la figlia Drew, anch'essa attrice e anche produttrice.
Di seguito diamo un breve cenno sulle opere principali degli artisti della famiglia Barrymore, per comodità divisi per generazioni.

## Prima generazione
- Maurice Barrymore (1849-1905). Il patriarca della famiglia Barrymore fece il suo debutto a Broadway nel 1875 in Pique; nel cast c'era la giovane attrice Georgiana Drew, con cui si sposò il 31 dicembre 1876. Anche Georgiana faceva parte di una famiglia di attori: suo fratello Sidney Drew fu un noto attore e regista all'epoca del cinema muto; l'altro fratello, John Drew, Jr. era uno dei più famosi attori di teatro degli Stati Uniti. Il figlio terzogenito di John Barrymore, aggiunse il cognome della madre nel nome d'arte che fu quindi John Drew e chiamò la figlia direttamente Drew. Maurice morì di sifilide il 25 marzo 1905.

## Seconda generazione

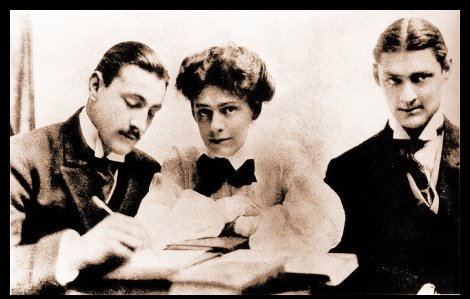
John, Ethel e Lionel Barrymore in una foto dei primi del 900

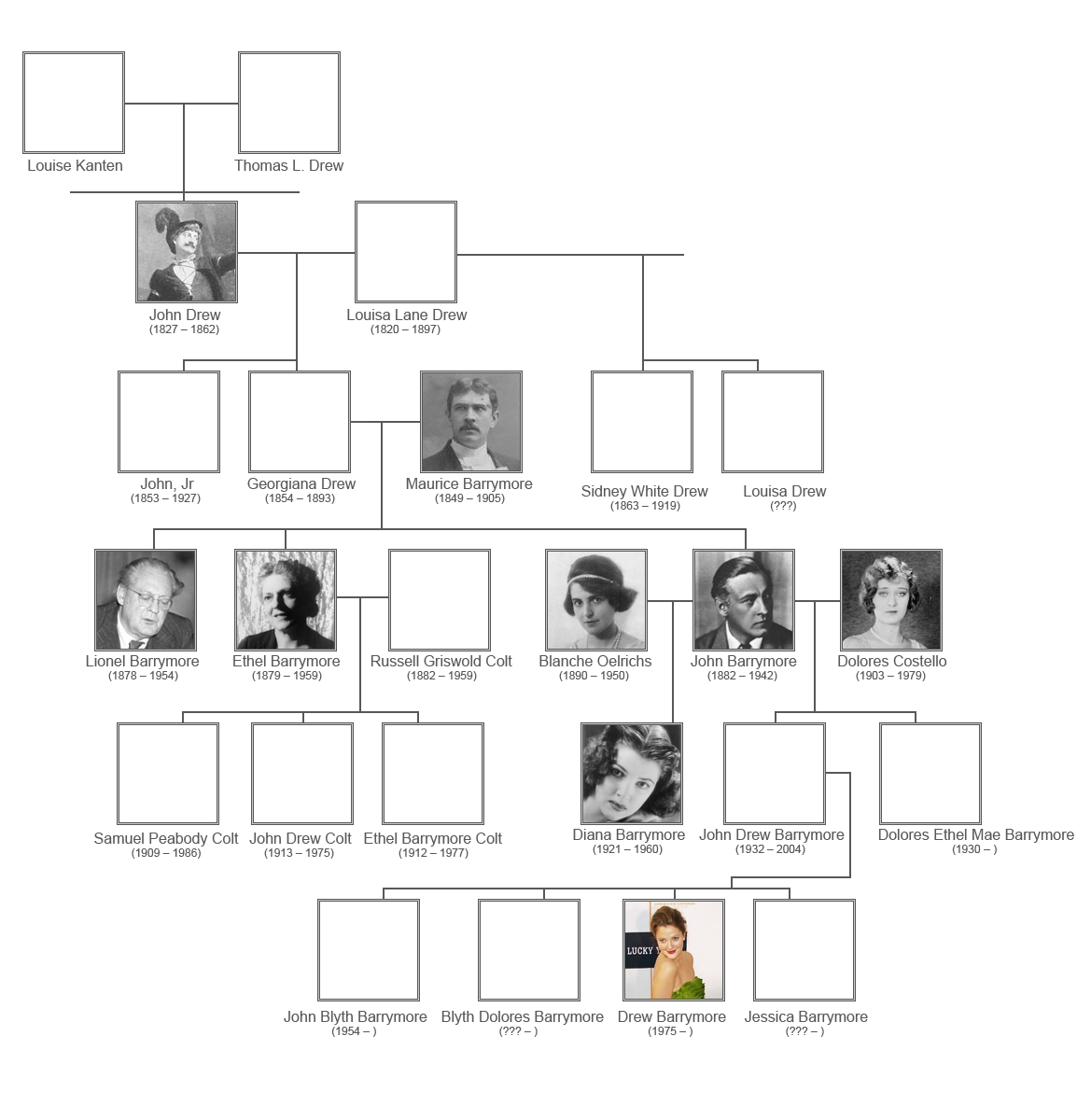
Albero genealogico della famiglia Barrymore

- Lionel Barrymore (1878–1954). Grande interprete teatrale e cinematografico, il suo debutto sullo schermo risale al 1908, in un cortometraggio della Biograph. Girò come regista una quindicina di pellicole. Vincitore del premio Oscar al miglior attore nel 1931 per l'interpretazione in Io amo, recitò in tantissimi film ed è ricordato anche per la sua interpretazione del personaggio del Dr. Leonard Gillespie nella serie di film sul Dottor Kildare. Memorabile la sua interpretazione del cattivo Potter ne La vita è meravigliosa (1946), a fianco di James Stewart. Rimase vedovo dell'attrice Irene Fenwick, che aveva sposato nel 1923. La moglie morì il 24 dicembre 1936 e, da allora, Barrymore non si risposò più.
- Ethel Barrymore (1879–1959). La sua carriera si sviluppò nell'era del muto e come molti attori dell'epoca patì l'avvento del sonoro, tuttavia trovò in seguito una strada come caratterista che la portò all'età di 55 anni a vincere il premio Oscar alla miglior attrice non protagonista per il film Il ribelle (1944). Fu candidata in altre tre occasioni, ed è ricordata anche per la sua partecipazione ne Il caso Paradine (1947) di Alfred Hitchcock.
- John Barrymore (1882–1942). Debuttò sulle scene di Broadway nel 1903. In breve si fece conoscere quale eccellente interprete shakespeariano. Tuttavia non disdegnò la carriera cinematografica e ottenne una stella nella Hollywood Walk of Fame.
- Dolores Costello (1903-1979). Seconda moglie di John e madre di John Drew, inizio a recitare fin da piccola insieme al padre, Maurice Costello. Tra le sue interpretazioni più famose, quella di Isabel Amberson in L'orgoglio degli Amberson (1942), film diretto da Orson Welles.

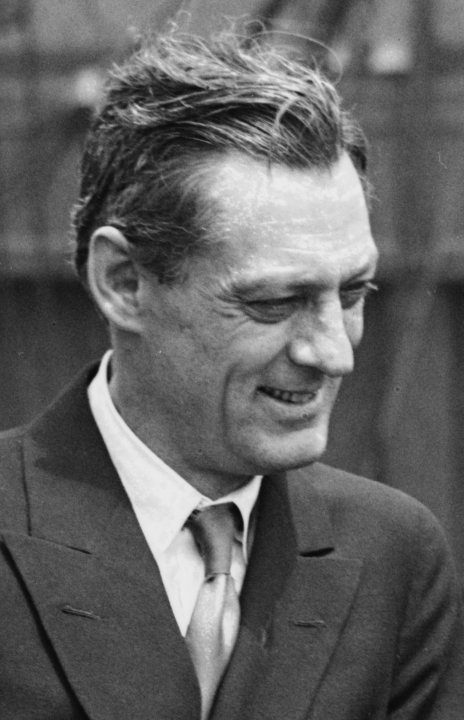
Lionel Barrymore
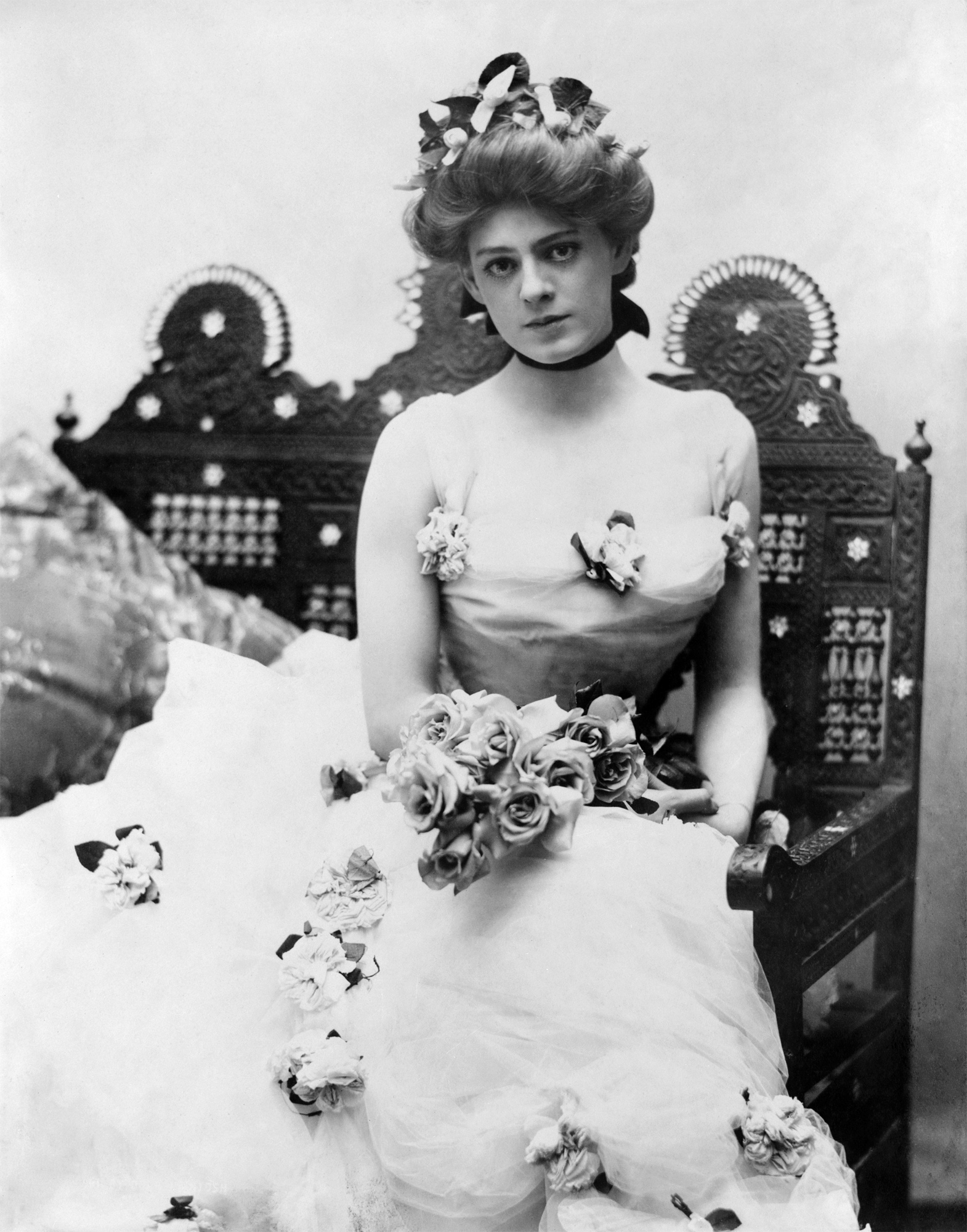
Ethel Barrymore
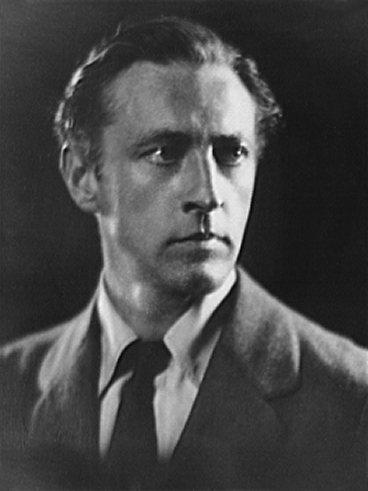
John Barrymore
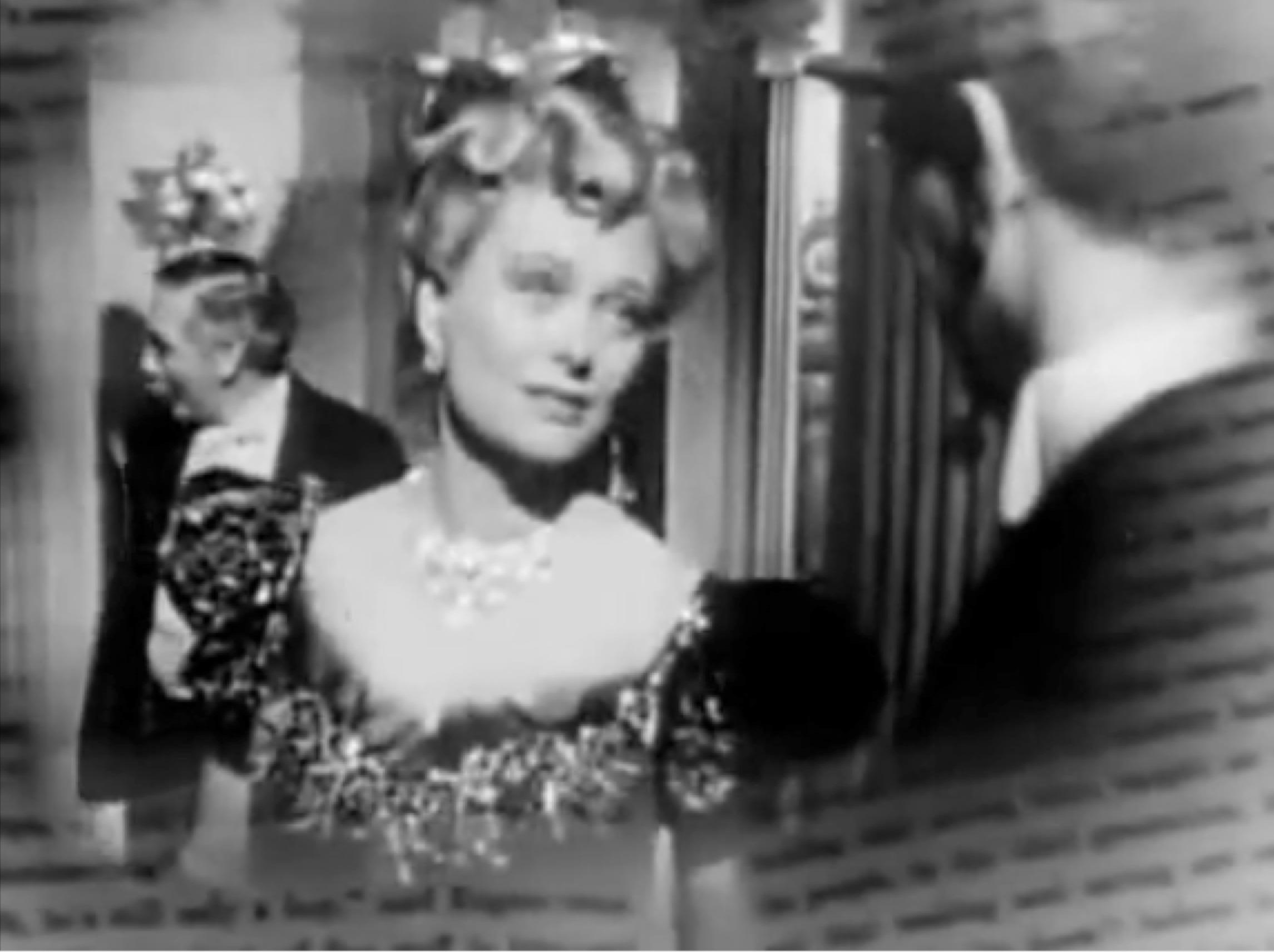
Dolores Costello

## Terza generazione
- John Drew Barrymore (1932–2004). Nato John Blyth Barrymore, Jr. cambiò il suo nome nel 1958 omaggiando così la nonna che faceva Drew di cognome. Lavorò principalmente per la televisione e per questo ottenne la  stella nella Hollywood Walk of Fame.
- Diana Barrymore (1921-1960). Si fece conoscere per la sua autobiografia in cui raccontò di quando, diciassettenne, si recò a Hollywood a conoscere il padre John (lei viveva a New York con la madre divorziata) e lo scoprì affetto dall'alcolismo. Da questa vicenda fu tratto il film Furia d'amare (1958) in cui personaggio del padre era interpretato dall'attore Errol Flynn in una delle sue ultime interpretazioni in carriera e del quale  era ben nota la passione per l'alcool che lo condusse di lì a poco alla morte.
- Ethel Barrymore Colt (1912-1977). Figlia di Ethel Barrymore, fu nota come attrice teatrale, soprano lirico e interprete di musical e riviste a Broadway.
- Jaid Barrymore (1946-). Nata Ildiko Jaid Mako (1944-), di origine ungherese, la mamma di Drew è stata anche la sua manager per un  certo periodo.

## Quarta generazione

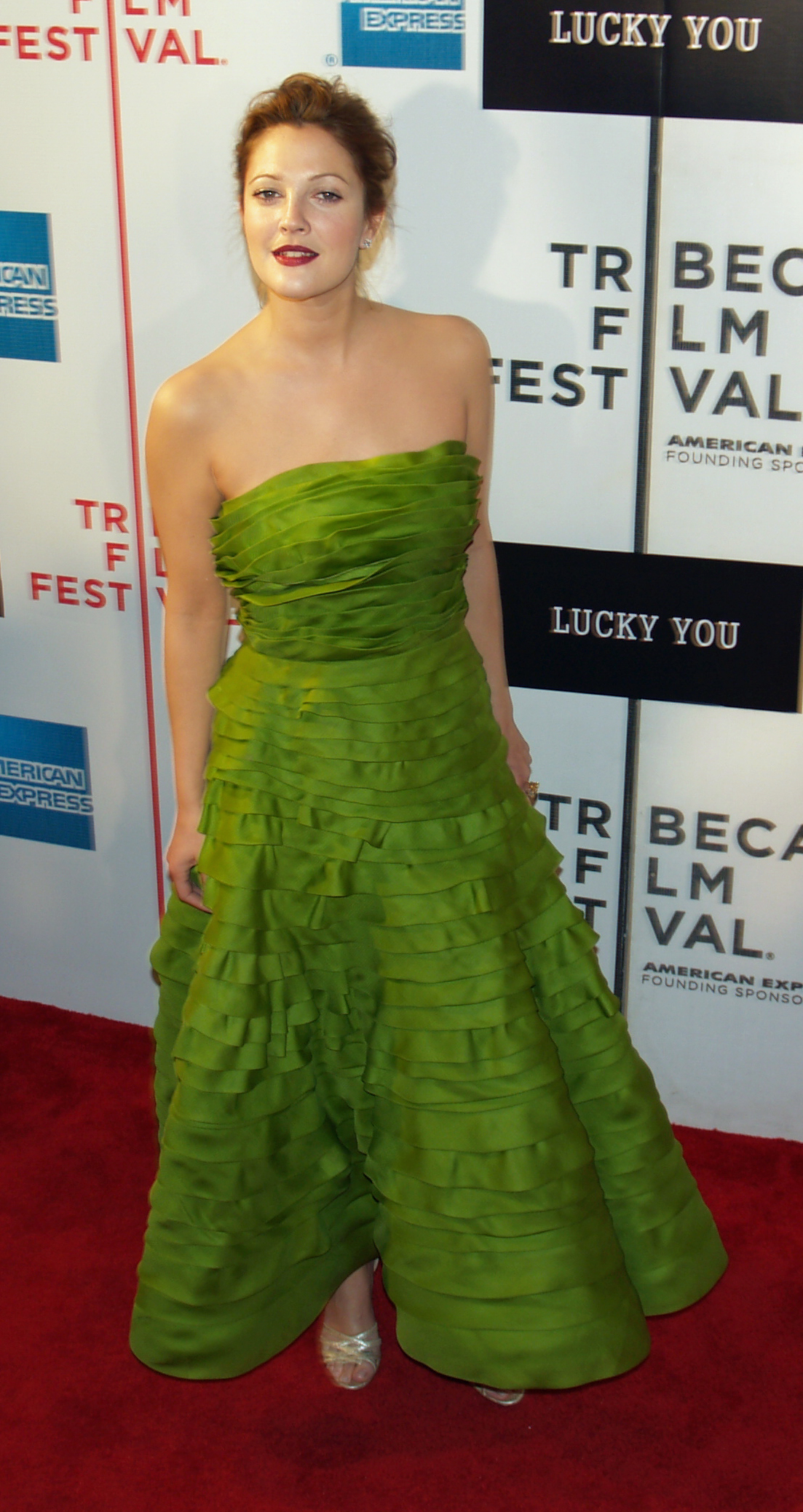
Drew Barrymore

- Drew Barrymore (1975-), tra le più note attrici contemporanee di Hollywood.
- John Blyth Barrymore (1954-). Nato John Blyth Barrymore III, è noto per la sua partecipazione in Kung Fu